# Victor Cousin

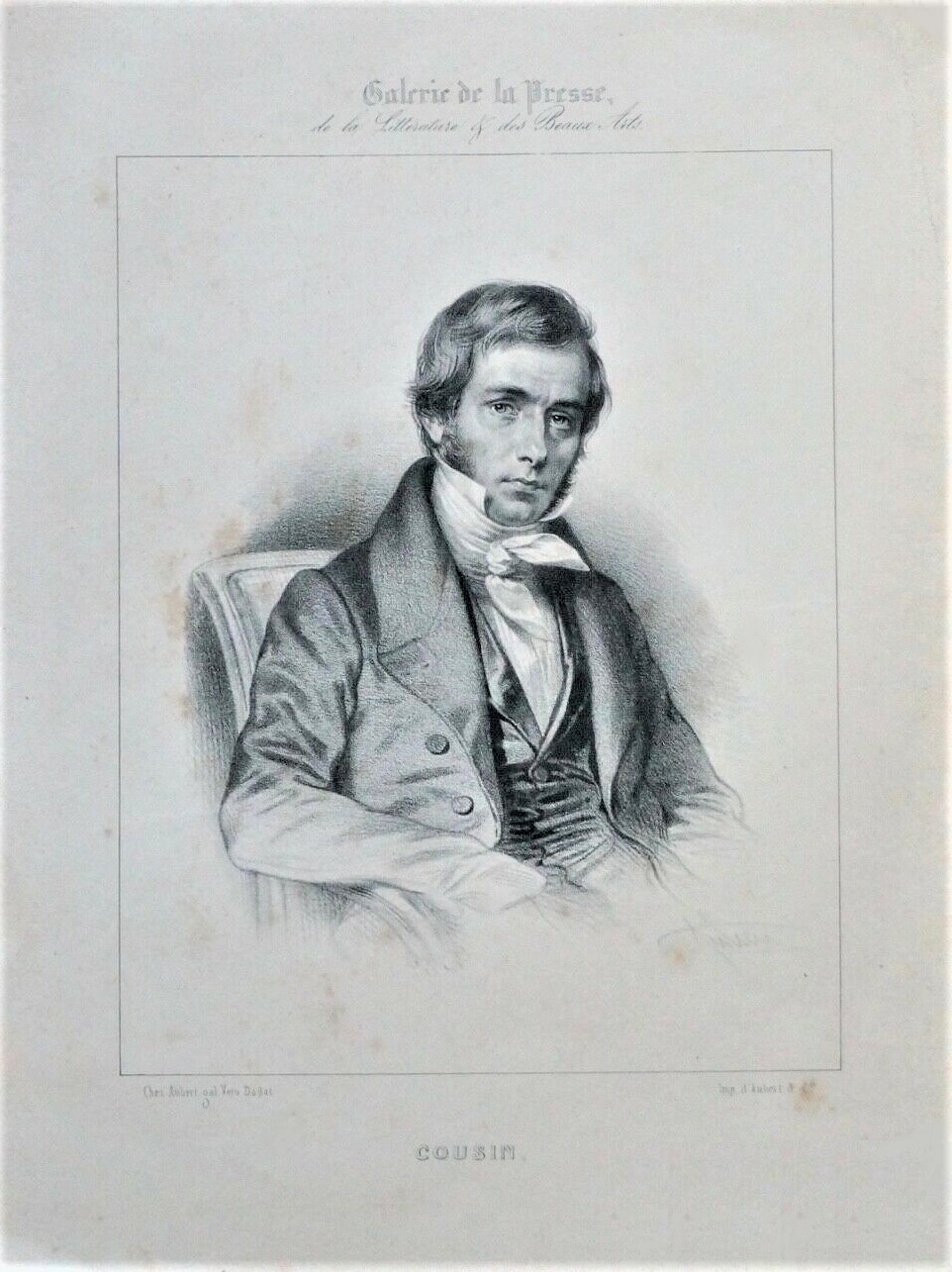
Victor Cousin omstreeks 1820

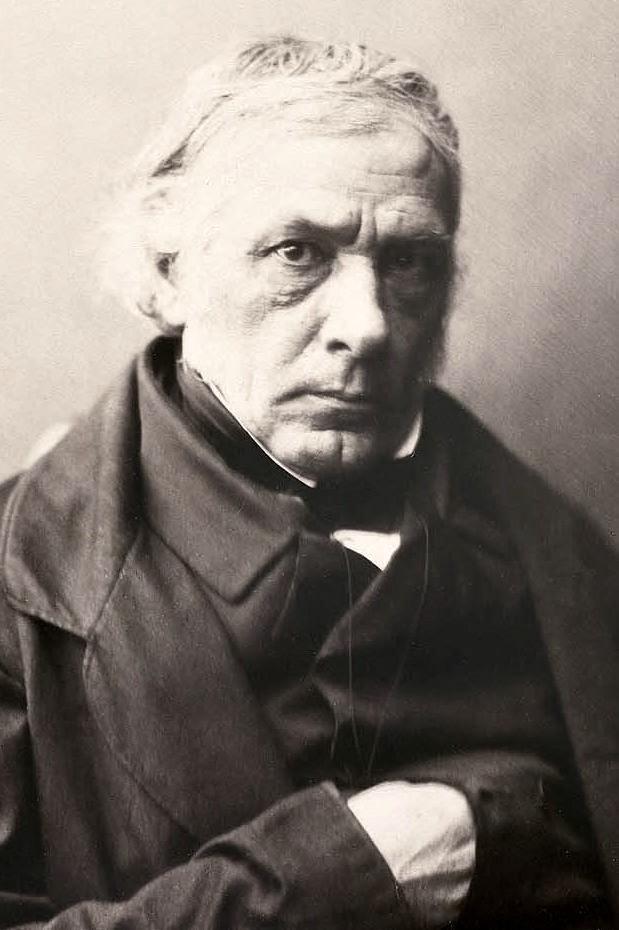
Victor Cousin gefotografeerd door Gustave Le Gray.

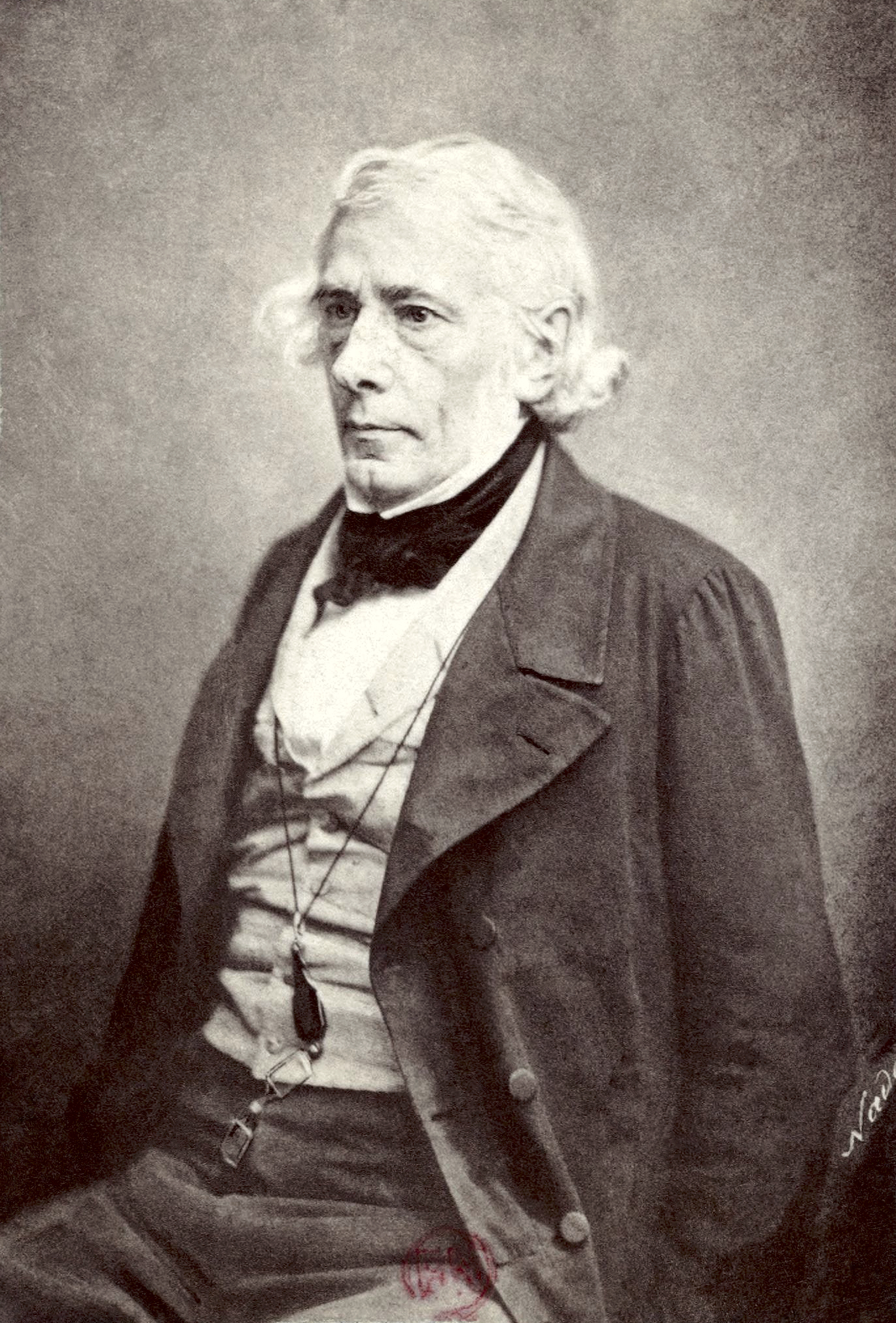
Cousin gefotografeerd door Nadar.

Victor Cousin (Parijs, 28 november 1792 - Cannes, 14 januari 1867) was een Frans filosoof en politicus. Tijdens de Julimonarchie van Lodewijk Filips I was hij de centrale filosoof in het Franse wijsgerige leven. In 1840 was Cousin korte tijd minister van Openbaar Onderwijs. Hij was lid van de Académie française.

## Levensloop

### Afkomst en studies
Cousin werd in 1792 in Parijs geboren als zoon van een uurwerkmaker. Op 10-jarige leeftijd ging hij aan het Lycée Charlemagne studeren en bleef er tot zijn 18e. Hij volgde er de opleiding klassieke talen en kreeg hierdoor interesse in de literatuur. Cousin had een uitmuntende kennis van het Grieks en kreeg in 1810 een prijs op de Concours général waardoor hij geen militaire dienst diende te vervullen.
Aan de École normale supérieure studeerde Cousin filosofie. Hij sloot er vriendschap met François Guizot en Abel-François Villemain en kreeg er les van Pierre Laromiguière die hem de filosofie van John Locke en Étienne Bonnot de Condillac onderwees. In het tweede voorwoord in Fragments philosophiques uit 1826, waarin hij de verschillende filosofische invloeden uiteenzet die zijn leven hadden gemarkeerd, gaf Cousin aan dat de eerste kennismaking met Laromiguière voor hem van grote emotionele betekenis was en beslissend was voor zijn hele verdere leven. Laromiguière onderwees met een duidelijkheid en een begenadiging die Cousin ten zeerste kon appreciëren.

### Cousin als docent
Cousin weigerde na zijn studies een functie als auditeur bij de Raad van State die hem werd aangeboden. Hij verkoos echter een onderwijsfunctie en ging filosofie onderwijzen aan het Lycée Louis-le-Grand. Nadien werd Cousin maître de conférences aan de École normale supérieure.
De tweede persoon die een grote filosofische invloed op Cousin had, was Pierre-Paul Royer-Collard, een aanhanger van de leer van de Schotse filosoof Thomas Reid. In 1815 werd Cousin benoemd tot assistent en vervanger van Royer-Collard die de leerstoel Geschiedenis van de moderne wijsbegeerte aan de Sorbonne bezette. Honoré Balzac was van 1816 tot 1819 een van zijn meest toegewijde leerlingen. Cousin verbond zich ertoe om het scepticisme te bestrijden en te evolueren naar een filosofie van het gezond verstand. Hij liet de Schotse school los en ging de leer van Immanuel Kant bestuderen, de eerste maal dat dit gebeurde aan de Parijse universiteit.
Na een ontmoeting met August Wilhelm Schlegel en Madame de Staël in de winter van 1816-1817 groeide de interesse van Cousin voor het Duitse denken. Hij ging Duits studeren en tijdens de zomervakantie van 1817 ondernam Cousin een eerste reis naar Heidelberg waar hij in contact kwam met Georg Wilhelm Friedrich Hegel. Hegel overhandigde hem een exemplaar van zijn Enzyklopädie der philosophischen Wissenschaften. Beiden hadden eveneens dezelfde politieke ideeën over de constitutionele monarchie, over de strijd tegen het klerikalisme en het conservatisme, wat hen dichter bij elkaar bracht.
Bij zijn terugkeer in Parijs zette Cousin zich helemaal af tegen de Schotse filosofische school die er nog steeds heerste en richtte zich op de metafysica van Kant, Johann Gottlieb Fichte, Friedrich Schelling en Hegel. Hij introduceerde in de Franse filosofie de begrippen over het absolute en het ideale. Cousin verzoende de metafysica en de psychologie door het Ik - principe in te voeren.
Een derde filosoof die hem beïnvloedde was Maine de Biran. Cousin beschouwde hem als een uitstekend filosofisch waarnemer.
Vanaf 1817 gaf Cousin zijn cursus over de Schoonheid, eerst aan de École normale supérieure, daarna aan de Faculteit Letteren van de Sorbonne. Cousin was een briljant spreker en zijn cursussen werden druk bijgewoond, vooral door de jongeren. Later werd de cursus uitgebracht onder de titel: Du vrai, du Beau, et du Bien. Het zou zijn belangrijkste en zijn meest algemene werk worden en het zou regelmatig herdrukt worden. In het werk verklaarde Cousin zijn eclectisch denken dat bestond uit het bestuderen van de verschillende filosofieën uit de geschiedenis en dan hieruit een valabel systeem te distilleren door de goede en de slechte elementen af te scheiden. Het was geen verzoening van verschillende systemen waardoor de eclectische methode van Cousin te beschouwen was als het tegenovergestelde van de dialectiek.
Aan de Universiteit van Leuven werd de filosofie van Cousin gedoceerd door Frédéric de Reiffenberg.

### Ontslag en reis naar Duitsland
In 1821 mocht Cousin zijn cursus echter niet meer doceren vanwege zijn te liberale ideeën. Cousin werd ontslagen en kon hierdoor geen publieke functie meer uitoefenen. Hij werd privé-onderwijzer van de zoon van maarschalk Lannes en hield zich bezig met het uitgeven van het onuitgegeven werk van Proclus, het volledige werk van René Descartes en een vertaling van het volledige werk van Plato.
Cousin ondernam in 1824 een tweede reis naar het Duitse taalgebied maar werd in Dresden gearresteerd op beschuldiging van carbonarisme. Hij werd overgebracht naar Berlijn waar hij dankzij de tussenkomst van Hegel en de Franse diplomatie voorwaardelijk werd vrijgelaten. Hij werd echter wel verplicht om in Berlijn te blijven en werkte in die periode nauw samen met Hegel en diens leerlingen.

### Eerherstel
In april 1825 keerde Cousin terug naar Frankrijk. De liberale minister Jean-Baptiste Gay, vicomte de Martignac zorgde ervoor dat Cousin op 5 maart 1828 de leerstoel Geschiedenis van de moderne wijsbegeerte terug kon opnemen aan de Sorbonne waar hij zijn vrienden Villemain en Guizot terugvond. Al vlug had zijn cursus terug het succes van weleer.
Na de Julirevolutie van 1830 werd Cousin benoemd tot hoogleraar aan de Sorbonne. Hij was volledig in ere hersteld en werd de leidende filosoof in het Franse wijsgerige leven. Hij kreeg de bijnaam le roi des philosophes. Kort daarop werd hij benoemd tot Commandeur in het Legioen van Eer en werd hij directeur van de École normale supérieure. Op 18 november 1830 werd Cousin verkozen tot lid van de Académie française waar hij op 5 mei 1831 plechtig werd ingehuldigd. In de academie was hij lid van de Commission du Dictionnaire. In 1832 werd Cousin eveneens verkozen tot lid van de Académie des sciences morales et politiques. Op 11 oktober 1832 werd Cousin benoemd tot Pair van Frankrijk waardoor hij lid werd van de Chambre des pairs.

### Cousin als politicus
Tot 1840 vervulde Cousin wetenschappelijke opdrachten in verband met onderwijs in Pruisen en Nederland. In de tweede regering van Adolphe Thiers werd hij op 1 maart 1840 benoemd tot minister van Openbaar Onderwijs. Cousin stelde de schrijver Charles Augustin Sainte-Beuve aan als een van de beheerders van de Bibliothèque Mazarine en lanceerde een nieuw programma voor het onderwijs van de filosofie. Nauwelijks enkele maanden later, op 28 oktober 1840, viel de regering en dit was meteen het einde van het ministerschap van Cousin.
Hij bleef actief in de Chambre des pairs waar hij in 1844 een redevoering hield met als titel: Défense de l'université et de la philosophie naar aanleiding van de wet op het middelbaar onderwijs die het onderwijs van de filosofie in de colleges wilde schrappen. Cousin stelde dat metafysica kon onderwezen worden vanaf de leeftijd van 15 jaar en dat de filosofie van Descartes, die Victor de Broglie enkel geschikt vond om onderwezen te worden aan de universiteiten, totaal niet gevaarlijk was voor de jeugd.

### Na de Julimonarchie
Nadat bij de Februarirevolutie van 1848 koning Lodewijk Filips I was afgezet en de Chambre des pairs was opgeheven, hield Cousin zich nog voornamelijk met de letteren bezig. In 1855 werd hij benoemd tot erehoogleraar aan de Sorbonne en Cousin trok zich terug in Cannes. Hij schreef er nog verscheidene monografieën over bekende 17e-eeuwse vrouwen en stierf er in 1867 op 74-jarige leeftijd. Cousin werd begraven op de Cimetière du Père-Lachaise.
De straat aan de achterzijde van de Sorbonne werd naar hem vernoemd.

## Werk
- 1820 - 1827: Procli philosophi Platonici opera, 6 delen
- 1826: Fragments philosophiques
- 1827: Eunape, pour servir à l'histoire de la philosophie d'Alexandrie
- 1828: Nouveaux fragments philosophiques. Cours de l'histoire de la philosophie
- 1829: Histoire de la philosophie au XVIIIe, 2 delen
- 1833: De l'instruction publique en Allemagne, et notamment en Prusse, 2 delen
- 1835: De la métaphysique d'Aristote
- 1836: Ouvrages inédits d'Abélard pour servir à l'histoire de la philosophie en France
- 1837: De l'instruction publique en Hollande
- 1837: Du vrai, du beau et du bien (12e druk in 1874)
- 1840: Cours de philosophie morale. Philosophie scolastique
- 1841: Cours d'histoire de la philosophie moderne. Recueil des actes du ministère de l'Instruction publique du 1er mars au 28 octobre 1840. Cours d'histoire de la philosophie morale au XVIIIe, 5 delen
- 1842: Leçons sur la philosophie de Kant. Des pensées de Pascal
- 1843: Introduction aux œuvres du père André. Fragments littéraires
- 1844: Du scepticisme de Pascal. Défense de l'université et de la philosophie
- 1845: Jacqueline Pascal
- 1846: Fragments de philosophie cartésienne
- 1846: Philosophie populaire
- 1848: Justice et charité
- 1850: De l'enseignement et de l'exercice de la médecine et de la pharmacie
- 1852: La jeunesse de Mme de Longueville
- 1853: Mme de Longueville pendant la Fronde
- 1854: Mme de Sablé
- 1855: Premiers essais de philosophie
- 1856: Mme de Chevreuse. Mme de Hautefort
- 1857: Fragments et souvenirs littéraires
- 1857: Philosophie de Kant (3e druk)
- 1858: Du vrai, du beau et du bien
- 1859: De la société française au XVIIIe, d'après le grand Cyrus, 2 delen
- 1861: Philosophie de Locke
- 1862: Philosophie écossaise
- 1863: Philosophie sensualiste au XVIIIe
- 1864: Philosophie de Kant (4e druk)
- 1865: La Jeunesse de Mazarin
- 1865: Introduction à l'histoire de la philosophie moderne